# Léopold Szondi
Léopold Szondi (n. 11 martie 1893, Nitra, Țările Coroanei Sfântului Ștefan, Regatul Ungariei – d. 24 ianuarie 1986, Küsnacht⁠(d), cantonul Zürich, Elveția) a fost un psihiatru și psihanalist elvețian-maghiar,evreu din Slovacia, psihopatolog și profesor de psihologie. Fondator al conceptului de analiză a destinului, este cunoscut pentru instrumentul psihologic care îi poartă numele, testul Szondi.
Realizările sale sunt: testul Szondi, analiza destinului și psihologia destinului.